# إيرينا كوراتشكينا
إيرينا كوراتشكينا (مواليد 17 يونيو 1994) هي لاعبة مصارعة حرة بيلاروسية، حصلت على الميدالية الفضية في وزن 57 كج في أولمبياد 2020.

## وصلات خارجية
- إيرينا كوراتشكينا على موقع قاعدة بيانات المصارعة الدولية (الإنجليزية)
- إيرينا كوراتشكينا على موقع اللجنة الأولمبية الدولية (الإنجليزية)
- إيرينا كوراتشكينا على موقع أوليمبيديا (الإنجليزية)